# Wet (gra komputerowa)
Wet – gra konsolowa stworzona przez Artificial Mind and Movement, wydana przez Bethesda Softworks na platformy Xbox 360 i PlayStation 3. Gra jest akrobatyczną strzelanką, której bohaterką jest Rubi.

## Produkcja
29 lipca 2008 Activision Blizzard ogłosiło, że produkcja WET została porzucona na rzecz wielu innych gier. Mimo tego Artificial Mind and Movement uznało, że projekt nie zostanie anulowany ze względu na zbyt daleko posunięte prace nad programem. W listopadzie 2008 podczas Montreal International Game Summit David Lightbown, dyrektor artystyczny i techniczny, ogłosił, że WET zostanie wydane w ‬2009.
24 kwietnia 2009 Famitsu i Amazon wskazały, że Bethesda Softworks, producenci i wydawcy Fallout 3 i serii The Elder Scrolls zajmą się polityką wydawniczą WET. 27 kwietnia 2009 Bethesda Softworks potwierdziła plany o premierze WET. Eliza Dushku ma podkładać głos głównej bohaterce, Rubi Malone. Data wydania została ustalona na trzeci kwartał 2009.

## Fabuła
Gracz wciela się w postać młodej kobiety o imieniu Rubi Malone (Eliza Dushku). Jest ona na usługach jednej z amerykańskich filii rządowych. Sama Rubi to niesamowicie wysportowana i świetnie wyszkolona agentka przyjmująca najtrudniejsze zadania od swoich zwierzchników. Używa między innymi dwóch pistoletów, wielozadaniowej broni białej jak i różnego typu umiejętności (na przykład biegania po ścianach) do unicestwiania swoich przeciwników.